# 馬捷·科瓦日
馬捷·科瓦日（2000年5月17日—）是捷克的一位足球運動員，司職守門員。現效力於荷甲球隊PSV燕豪芬（利華古遜外借）。捷克國家足球隊成員。

## 榮譽
布拉格斯巴達
- 捷克足球甲級聯賽冠軍： 2022–23

 勒沃库森
- 德国足球甲级联赛冠軍：2023–24[4]
- 德國盃冠軍：2023–24
- 德國超級盃冠軍：2024

### 個人
- 捷克足球甲級聯賽最佳守門員：2022–23[5]